# 레너드 라루
레너드 P. 라루(Leonard P. LaRue, 1914년 1월 14일 ~ 2001년 10월 14일) 선장은 흥남 철수 작전 당시 14000명의 피난민을 구했던 메러디스 빅토리호의 선장이었다. 

## 생애
라루 선장은 1914년 1월 14일, 필라델피아에서 태어났고, 바다에서 22년을 보냈다. 2차 세계대전 중에는 대서양에서 상선을 타고 작전에 참가했다. 1952년 작전 참가 업무가 끝났고, 1954년 바다를 떠나 뉴저지주 뉴턴시에 있는 베네딕토회의 성 바오로 수도원(St. Paul's Abbey in Newton, N.J)에 들어가 '마리너스'(Marinus)라는 이름의 수사로 2001년 10월 14일, 87세로 숨질 때까지 평생을 봉헌했다. 
마리너스는 "바다(marine)가 아니라 성모 마리아에서 따왔다"고 한다. 라루 선장은 흥남 철수 작전 당시 상황을 "나는 쌍안경으로 비참한 광경을 봤다. 피난민들은 이거나 지거나 끌 수 있는 모든 것을 가지고 항구로 몰려들었고, 그들 옆에는 병아리처럼 겁에 질린 아이들이 있었다"고 회고했다. 또 당시 항해를 "때때로 그 항해에 대해서 생각한다. 어떻게 그렇게 작은 배가 그렇게 많은 사람들을 태울 수 있었는지, 그리고 어떻게 한사람도 잃지 않고 그 끝없는 위험들을 극복할 수 있었는지. 그해 크리스마스에 황량하고 차가운 한국의 바다 위에 하느님의 손길이 우리 배의 키를 잡고 계셨다는 명확하고 틀림없는 메시지가 내게 와 있었다"라고 회고했다. 
라루 선장은 이때의 경험으로 베네딕토회 수사가 된 것으로 보인다. 마리너스 수사가 몸담았던 성 바오로 수도원은 마리너스 수사가 숨지기 이틀전 한국의 왜관수도원으로부터 도움을 받기로 했다. 이후 왜관수도원의 수사들이 바오로 수도원에 파견돼 수도활동을 하고 있다.
2001년 10월 14일 선종하였다.
2019년 5월 25일, 패터슨 교구장 아더 세라텔리 주교는 하느님의 종, 라루 선장 마리너스 수사의 시복 재판을 개시하였다.

## 상훈
- 금성 을지무공훈장 (1955년 11월 10일, 수여식은 1955년 12월 22일)[2]
- 대통령 표창 (1958년 5월 20일, 수여식은 1958년 6월 3일)[3]
- Merchant Marine Meritorious Service Medal (1960년 8월 24일)
- 이달의 6.25 전쟁영웅 (2020년 12월)

## 같이 보기
- 흥남 철수 작전

## 참고 자료
- 레너드 라루선장(마리너스 수사)에 관한자료
- 기적의 배' 생명의 항해를 아십니까?